# Howard Thurston
Howard Thurston (20 de julio de 1869 - 13 de abril de 1936) fue ilusionista estadounidense. Llegó a ser uno de los magos más famosos de su tiempo gracias s sus espectaculares trucos, que presentó en teatros de todo el mundo. Su espectáculo de magia itinerante era tan grande, que se necesitaban ocho vagones de tren para transportarlo.

## Primeros años
Howard Thurston nació el 20 de julio de 1869 en Columbus (Ohio). Era el hijo mediano de William y Margaret Thurston. Su padre, William Henry Thurston, era carretero y fabricante de carruajes, y sirvió brevemente como soldado raso durante la Guerra Civil en el Tercer Regimiento de Ohio. Su madre, Margaret (Cloude), era hija de un granjero de Ohio.
De niño, Howard asistió a la Escuela Mount Hermon para Niños en Northfield, Massachusetts, en la clase de 1893. Entre sus compañeros de estudios estaban Lee De Forest, "El padre de la radio estadounidense", y el humorista musical Charles Ross Taggart, "The Old Country Fiddler". Su infancia fue infeliz y se escapó para unirse a un circo, donde también actuaba su futuro compañero Harry Kellar. Thurston quedó profundamente impresionado después de asistir al espectáculo del mago Alexander Herrmann y se propuso igualar su trabajo.

## El rey de las cartas
Todavía es famoso por su trabajo con naipes. Según se cuenta con un halo de leyenda, un mago mexicano apareció en una tienda de magia propiedad de Otto Maurer en Nueva York. El enigmático mago le mostró a Maurer cómo podía hacer desaparecer las cartas, una a una, en la punta de sus dedos.
Maurer le mostró a Thurston el movimiento, que luego este último presentaría en sus actuaciones. Añadió el truco de las "Cartas en ascenso" descrito en el libro "Modern Magic" del profesor Hoffman, el libro del que Thurston había aprendido los rudimentos de la magia. Para este truco, se dirigía a la audiencia y pedía a varias personas que eligieran cartas de una baraja. A continuación, barajaba las cartas y las colocaba en un vaso transparente. Thurston pedía entonces que se dijeran cuáles eran las cartas elegidas. Una a una, las cartas subían hasta la parte superior de la baraja.
Thurston organizó una audición improvisada con Leon Herrmann, sobrino del famoso mago Alexander Herrmann. Su actuación consiguió sorprenderle, y a partir de ese momento, se llamó a sí mismo "El hombre que engañó a Herrmann" y utilizó la publicidad para conseguir introducirse en las principales casas de vodevil de Estados Unidos y Europa, y se autoproclamó como el Rey de las cartas.

## Ilusión de levitación
Thurston se hizo conocido por realizar la ilusión de una dama flotando por el escenario, conocida como la "Levitación de la Princesa de Karnac". La ilusión fue originalmente realizada por John Nevil Maskelyne y se hizo muy famosa gracias a Harry Kellar.
El historiador de la magia Jim Steinmeyer ha escrito que "En manos de Thurston, la levitación de la princesa de Karnac se convirtió en una obra maestra. El hermoso truco se adaptaba perfectamente al tono lírico de Thurston". En 1908, magos famosos buscaban la manera de reproducir el número de la levitación. Fue duplicado por Charles Joseph Carter para una gira mundial y le había interesado al mago Chung Ling Soo.

## Años posteriores
Tras la jubilación de Kellar, Thurston continuó presentando el espectáculo original de Thurston–Kellar durante treinta y cinco años, hasta que el 30 de marzo de 1936 sufrió una hemorragia cerebral. Murió el 13 de abril en su apartamento de Oceanside en Miami Beach, Florida. Su muerte se atribuyó a una neumonía. Está sepultado en  Green Lawn Abbey, un mausoleo en Columbus, Ohio, que volvió a abrir al público en 2021 después de más de cincuenta años.

## Legado
Thurston es citado como experto en la materia en el libro de Dale Carnegie Cómo ganar amigos e influir sobre las personas. Aparece en la segunda parte, capítulo uno ("Haz esto y serás bienvenido en cualquier lugar"), en las páginas 67–68 del texto original.
Se puede ver un póster de Thurston en muchos episodios del programa de televisión The Magicians colgado en la pared de la casa de estudiantes de los protagonistas, conocida como 'el dormitorio físico de los niños', llamado así porque la magia que realizan es física, en lugar de decir psíquica, o magia basada en ilusiones. La colocación de carteles en el programa llevaría a los espectadores a creer que Thurston era posiblemente un estudiante de la escuela, y que por lo tanto, sus actuaciones utilizaron magia "real".
Llegó a decir de sí mismo: "La historia de la magia puede trazar una línea de sucesión ininterrumpida desde el Faquir de Ava en 1830 hasta mi propio espectáculo".

## Publicaciones

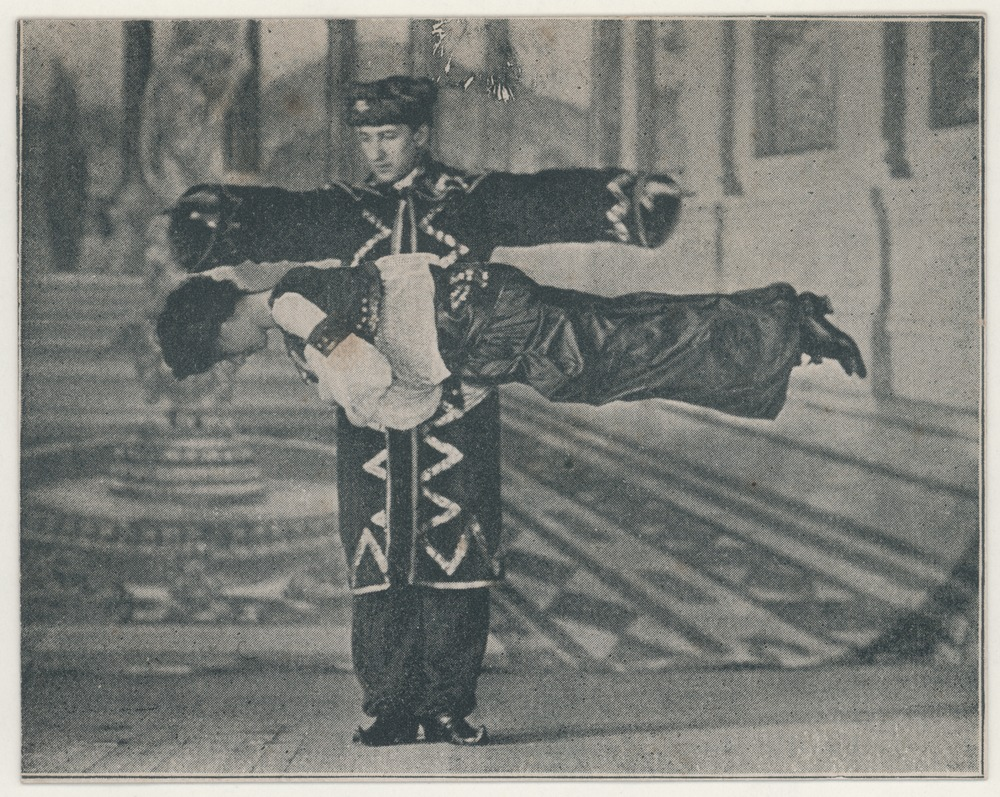
Thurston durante un truco de levitación

Artículos
- Revealing the Mysteries of Magic, an exposure of the methods of the Egyptian conjuror Tahra Bey. The Day (January, 1926)
- Thurston, Howard. The Truth About Indian Magic. Popular Mechanics (April, 1927)
- Thurston, Howard. Magic and How It Is Made. Popular Mechanics (October, 1927)

Libros:
- Howard Thurston's Tricks With Cards (1903)
- 50 New Card Tricks (1905)
- Thurston's Easy Pocket Tricks: The A-B-C of Magic (1915)
- The Mishaps of Magicians (1927)
- Fooling Millions (1928)
- Tales of Magic and Mystery (1928)
- My Life of Magic (1929)
- 400 Tricks You Can Do (1940)

## Lecturas relacionadas
- Steinmeyer, Jim (2011). The Last Greatest Magician in the World: Howard Thurston Versus Houdini & the Battles of the American Wizards. New York: Jeremy P. Tarcher/Penguin, a member of Penguin Group. ISBN 978-1-58542-845-8. OCLC 646111788.
- Thurston, Grace; William L. Rhode; Charles Holzmueller (2006). My Magic Husband: Howard Thurston Unmasked. [United States]: Phil Temple Publication. OCLC 70700027.
- Worthington, Thomas Chew. (1938).  Recuerdos de Howard Thurston: prestidigitador, ilusionista y autor . (Con una introducción de  Henry Ridgely Evans). Baltimore.